# Football Club Groningen 2015-2016
Questa voce raccoglie le informazioni riguardanti lo  Football Club Groningen  nelle competizioni ufficiali della stagione 2015-2016.

## Rosa
| N. |                        | Ruolo | Calciatore        |
| -- | ---------------------- | ----- | ----------------- |
| 1  | Paesi Bassi (bandiera) | P     | Sergio Padt       |
| 3  | Danimarca (bandiera)   | D     | Kasper Larsen     |
| 5  | Paesi Bassi (bandiera) | D     | Lorenzo Burnet    |
| 6  | Paesi Bassi (bandiera) | D     | Etiënne Reijnen   |
| 7  | Paesi Bassi (bandiera) | C     | Jarchinio Antonia |
| 8  | Paesi Bassi (bandiera) | C     | Michael de Leeuw  |
| 9  | Paesi Bassi (bandiera) | A     | Danny Hoesen      |
| 10 | Slovacchia (bandiera)  | C     | Albert Rusnák     |
| 11 | Paesi Bassi (bandiera) | C     | Bryan Linssen     |
| 13 | Norvegia (bandiera)    | A     | Alexander Sørloth |
| 14 | Paesi Bassi (bandiera) | C     | Mimoun Mahi       |

| N. |                        | Ruolo | Calciatore         |  |
| -- | ---------------------- | ----- | ------------------ |  |
| 17 | Paesi Bassi (bandiera) | C     | Jesper Drost       |  |
| 19 | Svezia (bandiera)      | A     | Dino Islamović     |  |
| 21 | Svezia (bandiera)      | C     | Rasmus Lindgren    |  |
| 22 | Svezia (bandiera)      | C     | Simon Tibbling     |  |
| 23 | Paesi Bassi (bandiera) | C     | Hedwiges Maduro    |  |
| 24 | Paesi Bassi (bandiera) | C     | Tom Hiariej        |  |
| 26 | Paesi Bassi (bandiera) | P     | Peter van der Vlag |  |
| 28 | Paesi Bassi (bandiera) | D     | Abel Tamata        |  |
| 33 | Paesi Bassi (bandiera) | D     | Hans Hateboer      |  |
| 37 | Paesi Bassi (bandiera) | D     | Desevio Payne      |  |
| 38 | Paesi Bassi (bandiera) | C     | Juninho Bacuna     |  |